# 变叶树参
变叶树参（学名：Dendropanax proteus）为五加科树参属的植物，为中国的特有植物。分布于中国大陆的广东、云南、福建、江西、湖南、广西等地，生长于海拔400米至1,000米的地区，一般生长在山谷溪边较阴湿的密林下或向阳山坡路旁，目前尚未由人工引种栽培。

## 别名
三层楼（广西格物名录）、细梗木五加、短柱杞李侵、短柱树参、细梗树参